# Burn Burn Burn
Pour plus de détails, voir Fiche technique et Distribution.
Burn Burn Burn est un film britannique de 2015 réalisé par Chanya Button.

## Synopsis
Après la mort de leur ami, deux jeunes femmes, Seph et Alex, se lancent dans un voyage sur les routes pour répandre ses cendres.

## Fiche technique
- Titre original : Burn Burn Burn
- Réalisation : Chanya Button
- Scénario : Charlie Covell
- Producteur :
- Production :
- Musique :
- Pays d'origine :  Royaume-Uni
- Langue d'origine : anglais
- Lieux de tournage : Londres, Angleterre, Royaume-Uni
- Genre : Comédie noire
- Durée : 106 minutes
- Date de sortie :
  -  Royaume-Uni 15 octobre 2015 au Festival du film de Londres
  -  France 10 février 2016 au Festival Ciné O'Clock de Villeurbanne (Métropole de Lyon)

## Distribution
- Laura Carmichael : Seph
- Chloe Pirrie : Alex
- Joe Dempsie : James
- Alison Steadman : Diana
- Hannah Arterton : Sophie
- Sally Phillips : Ingrid
- Julian Rhind-Tutt : Adam
- Jane Asher : Amelia
- Eleanor Matsuura : Pandora
- Alice Lowe : Davina
- Nigel Planer : Henry
- Jack Farthing : Dan
- Melanie Walters (en) : Shelle
- Matthew Kelly : Doug
- Susan Wokoma : Megan